# Louis Chauvet (Geistlicher)
Louis Chauvet (* 16. Februar 1664 in Pertuis; † 21. Juni 1710 in Levesville-la-Chenard) war ein französischer römisch-katholischer Priester und Ordensgründer.

## Leben und Werk
Chauvet stammte väterlicherseits aus Quinson, mütterlicherseits aus Cadenet, und wuchs mit zahlreichen Geschwistern und Halbgeschwistern in einer begüterten Familie in Pertuis auf. 1688 wurde er in Avignon zum Priester geweiht und war bis 1694 Kaplan in Cergy und Champrond-en-Gâtine, Kanton Nogent-le-Rotrou. Dann wurde er, inzwischen als Doktor der Theologie, Pfarrer von Levesville la Chenard, 35 km südöstlich Chartres, wo er 1696 zusammen mit Marie-Anne de Tilly (* 8. März 1665 in Allaines, Kanton Voves) und gegen den Widerstand der Dorfbewohner die Gemeinschaft der « Filles de l’Ecole » (Schultöchter) gründete, die er so weit ausbildete, dass sie am Ort und in den umliegenden Dörfern (im Dienste der Armen) Mädchenschulen eröffnen konnten und darüber hinaus auch Krankenpflege ausübten. Vorbilder waren die heiligen Pierre Fourier und Vinzenz von Paul.
Die Gemeinschaft blühte trotz einer Serie von Todesfällen. Die erste Oberin, Marie Micheau, starb am 15. November 1702, gefolgt von der Mitgründerin Marie-Anne de Tilly (28. September 1703), der Stifterin Catherine de Bellouys (19. Januar 1708) sowie der Schulschwester Catherine Sirou (28. Januar 1708). Kurz vor seinem Tod holte 1708 Bischof Paul Godet des Marais (1647–1709) die Gemeinschaft nach Chartres. Schließlich starb 1710 auch Chauvet, doch umfasste die Gemeinschaft schon 20 Schwestern und hatte eine große Zukunft vor sich. Aus ihr gingen nicht nur die Paulusschwestern von Chartres (Soeurs de Saint-Paul de Chartres) und ihre weltweite Missionsbewegung hervor, sondern, vermittelt über den Standort Straßburg, indirekt auch die Föderation Vinzentinischer Gemeinschaften, also alle Barmherzigen Schwestern vom hl. Vinzenz von Paul im deutschsprachigen Raum. In der Pfarrkirche von Pertuis wird des Ordensgründers auf einer Tafel gedacht.